# Nowosądecki Kombinat Budowlany
Nowosądecki Kombinat Budowlany – istniejący w latach 1950–1991 kombinat budowlany w Nowym Sączu, producent elementów prefabrykowanych, tzw. wielkiej płyty oraz główny wykonawca osiedli mieszkaniowych w regionie nowosądeckim w okresie PRL.

## Historia
NKB powstał w 1950 roku jako Budowlane Przedsiębiorstwo Powiatowe – podlegające Miejskiej Radzie Narodowej, ze 100-osobową załogą (podobne powstały wówczas w 9 innych miastach ówczesnego województwa krakowskiego: w Bochni, Chrzanowie, Krakowie, Miechowie, Nowym Targu, Olkuszu, Tarnowie, Wadowicach i Żywcu). W początkowym okresie działalności prowadziło blisko 38 inwestycji budowlanych. Pierwszą szkołą wybudowaną przed przedsiębiorstwo była oddana w 1953 roku szkoła w Złockiem (obecnie Zespół Szkolno-Przedszkolny w Złockiem). Z biegiem lat przedsiębiorstwo zmieniało nazwy: Przedsiębiorstwo Budownictwa Terenowego, Nowosądeckie Przedsiębiorstwo Budowlane i od 1978 roku Nowosądecki Kombinat Budowlany. Firma odegrała dużą rolę w urbanizacji Sądecczyzny; była zaangażowana w ponad 800 inwestycji (szkoły, infrastruktura wiejska, osiedla). Rocznie oddawała ok. 400 mieszkań, prowadziła szeroką działalność socjalną (hotel robotniczy w Krynicy, ośrodek wczasowy „Jubilat” w Czarnym Potoku). Już na początku działalności BKB „Wschód” okazało się, że koszty nowej technologii wznoszenia bloków mieszkalnych są wysokie. Główną przyczyną tego stanu rzeczy były wady gospodarki nakazowo-rozdzielczej, w której czynnik wzrostu ilościowego brał górę nad rachunkiem ekonomicznym i jakością wykonywanych prac. Wielkopłytowe budownictwo mieszkaniowe charakteryzowało się dużą dynamiką ilościową, lecz jednocześnie wysoką materiałochłonnością oraz niewystarczającą jakością wykonawstwa. Z biegiem lat zmieniały się technologie budownictwa, na budowach pojawił się sprzęt ciężki: żurawie wieżowe, koparki, spychacze, a tzw. stropy DMS zastąpiono stropami wielkopłytowymi. Utworzenie województwa nowosądeckiego oznaczało dla Nowego Sącza szybki wzrost liczby ludności (do 64 tys. w 1980, 70 tys. – 1985, 80 tys. – 1990), jak i miejsc pracy (z 27,9 tys. w 1974 do 41,3 tys. w 1984), co wymusiło rozwój budownictwa mieszkaniowego. Bloki w Nowym Sączu stawiano na terenach uzbrojonych jeszcze w powiatowych czasach. Boom mieszkaniowy nakręcała wytwórnia elementów prefabrykowanych przy ul. Nowobielowickiej i wytwórnia OWT przy ul. Zielonej 26. Głównym inwestorem w budownictwie mieszkaniowym była Grodzka Spółdzielnia Mieszkaniowa. Największy przyrost nowych mieszkań przypada na lata 1980–1985: ok. 40 budynków i 1588 mieszkań. W ciągu 10 lat (1976–1985) „Grodzka” oddała do użytku 42 proc. ogółem wybudowanych mieszkań w województwie na 13 działających wówczas spółdzielni mieszkaniowych.
Pod koniec lat 80. NKB stawał się coraz mniej wydolny i przestał być konkurencyjny na rynku budowlanym. Kończyła się era molochów państwowych. Ostatnim zadaniem w Nowym Sączu były dwa bloki mieszkalne dla spółdzielni „Semafor” przy ul. Batalionów Chłopskich i obiekty Domu Pomocy Społecznej w osiedlu Zawada. Firma przestała istnieć w 1991 r. Jej siedzibę (wraz z halą wytwórni wielkiej płyty) przy ul. Zielonej wykupiła Krajowa Izba Gospodarcza dla potrzeb WSB–NLU. Archiwalia kombinatu zdeponowane są w Małopolskim Urzędzie Wojewódzki w Krakowie w delegaturze w Nowym Sączu.

### Nazwy
- 1950-19?? – Budowlane Przedsiębiorstwo Powiatowe
- 19??-19?? – Przedsiębiorstwo Budownictwa Terenowego
- 19??-1977 – Nowosądeckie Przedsiębiorstwo Budowlane
- 1978-1991– Nowosądecki Kombinat Budowlany

## Charakterystyka
Działalność Nowosądeckiego Kombinatu Budowlanego koncentrowała się na produkcji elementów prefabrykowanych i bezpośrednim wykonawstwie wielkopłytowego budownictwa mieszkaniowego. Do zadań kombinatu należało przygotowanie terenu pod budowę osiedli oraz realizacja inwestycji w zakresie technicznym i finansowym. Rejon działania obejmował przede wszystkim rejon Sądecczyzny.

## Realizacje
Kombinat zurbanizował znaczne obszary Nowego Sącza w ramach odgórnie obowiązującej doktryny planistycznej. W latach 80. XX w. monotonię zabudowy zmniejszano poprzez różnicowanie liczby kondygnacji w stawianych budynkach, ich długości, kształtu oraz usytuowania w terenie. W całym okresie działalności (1950-1991) kombinat wybudował mieszkania dla ponad 50 tys. osób i był zaangażowany w ponad 800 inwestycji.
Ważniejsze inwestycje zrealizowane przez kombinat:
26 osiedli mieszkaniowych (ok. 12,5 tys. mieszkań, 40,6 tys. izb, 585 tys. m² powierzchni użytkowej),
- Nowy Sącz
  - Przydworcowe
  - Kochanowskiego
  - Grodzkie
  - Szujskiego
  - Barskie
  - Gołąbkowice
  - Westerplatte
  - Mielnium
  - Wojska Polskiego

- Grybów
  - Na Równi

- Krynica
  - Tysiąclecia
  - Czarny Potok
  - Źródlane

- Stary Sącz
  - Słoneczne

- Piwniczna
  - Uwrocie

- Limanowa
  - Centrum

- 66 szkół podstawowych (m.in. nr 7, 15, 18 i 19 w Nowym Sączu),
- 5 techników i liceów („elektryk” i „samochodówka” w Nowym Sączu, liceum im. Skłodowskiej-Curie w Starym Sączu, szkoły rolnicze w Nawojowej i Marcinkowicach),
- 16 przedszkoli (m.in. przy ul. Broniewskiego, Paderewskiego, Grota-Roweckiego i Królowej Jadwigi w Nowym Sączu),
- 20 obiektów służby zdrowia (m.in. sanatoria „Budowlani”, „Silesia”, „Podhale” „Continental” w Krynicy, szpitale w Krynicy i N. Sączu – rozbudowa od strony wschodniej, przychodnie i ośrodki zdrowia przy ul. Poniatowskiego i Batorego PKP w Nowym Sączu, Podegrodziu, Krynicy, Tyliczu),
- 24 domy i ośrodki wypoczynkowe (m.in. „Limba” w Piwnicznej, Politechniki Warszawskiej w Grybowie, „Witrum” w Tęgoborzy, ZNTK w Cieniawie, „Jantar” w Rytrze, „Ursus”, „Geofizyk”, „Wiarus”, „Żerań” w Muszynie i Złockiem, „Leśnik”, „Pan Tadeusz”, „Znicz”, „Mielec”, „Łącznościowiec”, „Pegaz” w Krynicy),
- 8 hoteli i internatów (m.in. hotel Orbis „Beskid” i Dom Studenta w Nowym Sączu),
- ponad 50 obiektów usługowych, handlowych (np. domy handlowe „Merkury” i „Lach” w Nowym Sączu, „Perła” w Krynicy, restauracje „Hawana” w Krynicy, „Panorama” w Nowym Sączu, „Relaks” w Gródku n. Dunajcem, „Kaskada” w Grybowie, „Margoń” w Nawojowej, Bar „Węgierski” i Bar „Turystyczny” w Nowym Sączu) oraz przemysłowych (betoniarnia „Stetter” OWT przy ul. Zielonej w Nowym Sączu),
- 40 obiektów dla potrzeb rolnictwa,
- 248 innych obiektów (biurowce np. PKS, zajezdnie, oczyszczalnie ścieków, kotłownie, stacje redukcyjno-pomiarowe).